# Limnophila (Limnophila) scitula
Limnophila (Limnophila) scitula is een tweevleugelige uit de familie steltmuggen (Limoniidae). De soort komt voor in het Australaziatisch gebied.